# 重慶軌道交通

2023年現在の重慶軌道交通路線網

重慶軌道交通（じゅうけいきどうこうつう、簡体字: 重庆轨道交通; 繁体字: 重慶軌道交通）は中国重慶市の公営交通。地下鉄（1・4・5・6・9・10・18号線、環状線、江跳線）とモノレール（2・3号線）で構成される。

## 営業中の路線
| 色 | 路線名         | 営業区間          | 駅数 | 営業キロ | 開通日         | 最新の拡張線及び駅の開通日 | 種別       | 編成両数 |
| -- | -------------- | ----------------- | ---- | -------- | -------------- | -------------------------- | ---------- | -------- |
|    | 1号線          | 朝天門 - 璧山     | 24駅 | 44.54 km | 2011年03月18日 | 2020年12月31日             | 地下鉄     | 6両      |
|    | 2号線          | 較場口 - 魚洞     | 25駅 | 31.36 km | 2004年11月06日 |                            | モノレール | 4/6/8両  |
|    | 3号線          | 魚洞 - 挙人垻     | 46駅 | 67.09 km | 2011年9月29日  | 2016年12月28日             | モノレール | 6/8両    |
|    | 4号線          | 民安大道 - 黄嶺   | 24駅 | 48.5 km  | 2018年12月28日 | 2023年10月7日              | 地下鉄     | 6両      |
|    | 5号線          | 跳蹬 - 悦港北路   | 31駅 | 48.66 km | 2017年12月28日 | 2023年11月30日             | 地下鉄     | 6両      |
|    | 江跳線         | 跳蹬 - 聖泉寺     | 31駅 | 26.3 km  | 2022年8月6日   |                            | 地下鉄     | 6両      |
|    | 6号線 本線     | 茶園 - 北碚       | 28駅 | 63.33 km | 2012年09月28日 |                            | 地下鉄     | 6両      |
|    | 6号線 東站支線 | 劉家坪 - 重慶東站 | 4駅  | ? km     | 2025年6月27日  |                            | 地下鉄     | 6両      |
|    | 6号線 国博支線 | 礼嘉 - 沙河垻     | 12駅 | 26 km    | 2013年05月15日 | 2020年12月31日             | 地下鉄     | 6両      |
|    | 9号線          | 高灘岩 - 花石溝   | 29駅 | 41 km    | 2022年01月25日 | 2023年01月18日             | 地下鉄     | 6両      |
|    | 10号線         | 王家荘 - 蘭花路   | 26駅 |          | 2017年12月28日 | 2023年11月30日             | 地下鉄     | 6両      |
|    | 18号線         | 富華路 - 跳蹬南   | 19駅 |          | 2023年12月28日 | 2023年12月28日             | 地下鉄     | 6両      |
|    | 環状線         | 重慶西 - 重慶西   | 26駅 | 50 km    | 2018年12月28日 | 2023年10月7日              | 地下鉄     | 6両      |
|    | 璧銅線         | 璧山 - 銅梁       | 9駅  | 37.5 km  | 2025年1月2日   |                            | 地下鉄     | 両       |

### 1号線
重慶市の市中心部（朝天門）から西へ進む地下鉄路線。計画中の区間まで合わせた総延長は50km程度だが、段階的に工事をしている。2011年7月28日に較場口 - 沙坪垻間が試運転という名目で開通し、9月27日に小什字まで営業区間が延びた。2012年12月20日に沙坪垻 - 大学城間が開通。2014年12月30日に大学城 - 尖頂坡間が開通。さらに西の璧山区と東の朝天門まで延伸する予定である。

### 2号線
中国初のモノレールで、現地では较新线（較新線）、日本では重慶モノレールとも呼ばれる。
計画では総延長約39 kmの路線となる予定であるが、現在は、較場口（渝中区） - 魚洞（巴南区）間、18駅29.85 kmが営業している。大部分が地上であるが、一部区間（較場口 - 臨江門間と大坪前後）は地下にある。車両は2005年の第1期工事路線開通時、4両編成（最大8両編成が可）で21本84両で運行されている。大阪高速鉄道（大阪モノレール）の車両や軌道と同一設計となっている。2014年12月30日に新山村 - 魚洞間の延伸区間が開通した。なお、第1期開業区間の事業費約43億元（470億円）のうち、約20億元（271億円）は日本政府の円借款が充てられた。

### 3号線
2009年2月に国際協力銀行を通じた日本からのODAで第一工事の総工費約29％が賄われる契約が締結された。2号線と同じ形式のモノレール路線で、計画では総延長約66 kmの路線となる予定である。2011年9月29日に両路口 - 鴛鴦間が試運転という名目で開通し、12月30日には営業区間が1,2期工事区間全線である二塘 - 江北機場（重慶江北国際空港）間に延びた。営業区間は39.1 kmになり、大阪高速鉄道を抜いて世界で一番長いモノレール路線になった。さらに2012年12月28日には二塘 - 魚洞間の南延伸区間が開通した。

### 4号線
地下鉄路線。2018年12月28日、第一期区間として重慶北駅北広場 - 唐家沱間が開通。2019年1月11日、重慶北駅北広場 - 民安大道間が開通。

### 5号線
地下鉄路線。2017年12月28日、第一期区間として園博中心 - 大竜山間が開通。2018年12月24日、大竜山 - 大石垻間が開通。

### 6号線
高架区間を含む地下鉄路線。25.0 kmの茶園 - 銀湖間の迎龍支線が建設されている。2009年12月25日に着工され、2012年9月28日に五里店 - 康庄間が試運転という名目で開通。2013年12月31日に北碚まで営業区間が延びた。国博支線の礼嘉 - 国博中心間約12 kmが2013年5月15日に開通。迎龍支線の茶園 - 五里店間約18 kmは2014年12月30日に開通した。

### 10号線
地下鉄路線。2014年5月14日、第一期区間として鯉魚池 - 王家荘間が着工され、2017年12月28日に開通。

### 環状線
地下鉄路線。2018年12月28日、第一期区間として重慶図書館 - 海峡路間が開通。2019年1月11日、第一期区間の民安大道が開通。

## 建設中の路線
| 色 | 路線名 | 工事名               | 工事区間          | 駅数 | キロ程  | 着工日     | 開通予定 |
| -- | ------ | -------------------- | ----------------- | ---- | ------- | ---------- | -------- |
|    | 4号線  | 三期目（西延伸路線） | 民安大道 - 盤桂路 | 9駅  | 10.9 km | 2020年10月 | 2024年   |

## 計画中の路線
- 8号線
- 11号線
- 12号線
- 13号線
- 14号線
- 16号線
- 19号線
- 20号線
- 21号線
- 22号線
- 23号線
- 25号線
- 26号線
- 28号線
- 29号線
- 30号線